# Linea 1 (metropolitana di Baku)
La Linea 1 della Metropolitana di Baku è una delle tre linee che costituiscono la Metropolitana di Baku, situata nella capitale dell'Azerbaigian, Baku.